# Stimmzug

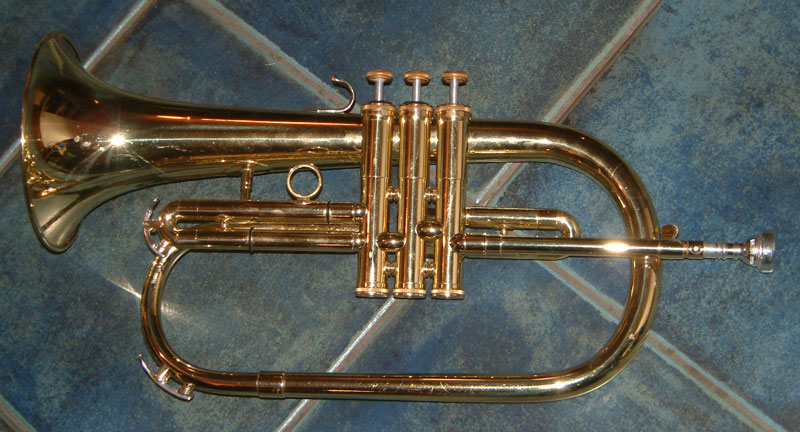
Flügelhorn mit Stimmzug direkt hinter dem Mundstück

Posaune, 1 = Stimmzug

Ein Stimmzug ist ein ausziehbares Röhrenteil an Blasinstrumenten. Bei Blechblasinstrumenten dient der Stimmzug zur Einstellung der absoluten Stimmung des Instruments. Für die Position des Stimmzugs im Instrument gibt es zwei Möglichkeiten:
- Im ersten Fall befindet sich der Stimmzug zwischen dem Mundstück und dem Beginn der Röhre des Instruments und wird dort mit einer Klemme fixiert. Diese Variante wird auch als Stimmrohr bezeichnet und meist bei Instrumenten mit konischer Röhre verwendet.
- Im zweiten Fall befindet sich der meist U-förmig gebogene Stimmzug in der Röhre des Instruments zwischen Mundstück und Schalltrichter (Stürze), bei Instrumenten mit Ventilmaschine häufig zwischen Mundstück und Ventilmaschine.

Um ein Festsetzen des Stimmzugs zu verhindern, muss dieser regelmäßig gereinigt und gefettet werden.
Bei Blechblasinstrumenten darf der Stimmzug nicht mit den Zügen bei Posaune und Zugtrompete oder den Intonationszügen, die sich häufig bei mit Ventilen ausgestatteten Instrumenten finden, verwechselt werden.

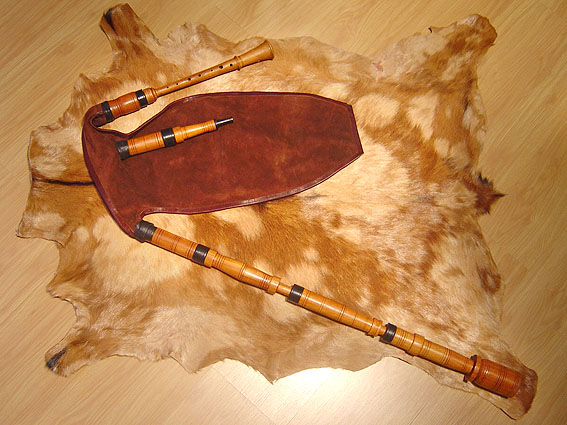
Gaita transmontana, Verbindung zwischen unterer und mittlerer Bordunsektion als Stimmzug genutzt

Bei Sackpfeifen sind Bordune, die aus mindestens zwei Sektionen bestehen, mit Stimmzügen ausgestattet, wobei die Verbindungen zwischen den Sektionen als Stimmzüge fungieren. Die Stimmzüge dienen der Stimmung der Bordune zur Spielpfeife. Bei Bordunen, die aus mehr als zwei Sektionen bestehen, wird meist nur die Verbindung zwischen der untersten und der darauf folgenden Sektion als Stimmzug verwendet, während die Verbindungen zwischen den oberen Sektionen relativ fest eingestellt werden. Die Verbindung der als Stimmzug vorgesehenen Bordunsektionen erfolgt mittels einer entsprechend eingestellten Wicklung. Diese Wicklung muss regelmäßig gewartet und ggf. erneuert werden, um deren Funktion aufrechtzuerhalten.